# Stefan Ulm

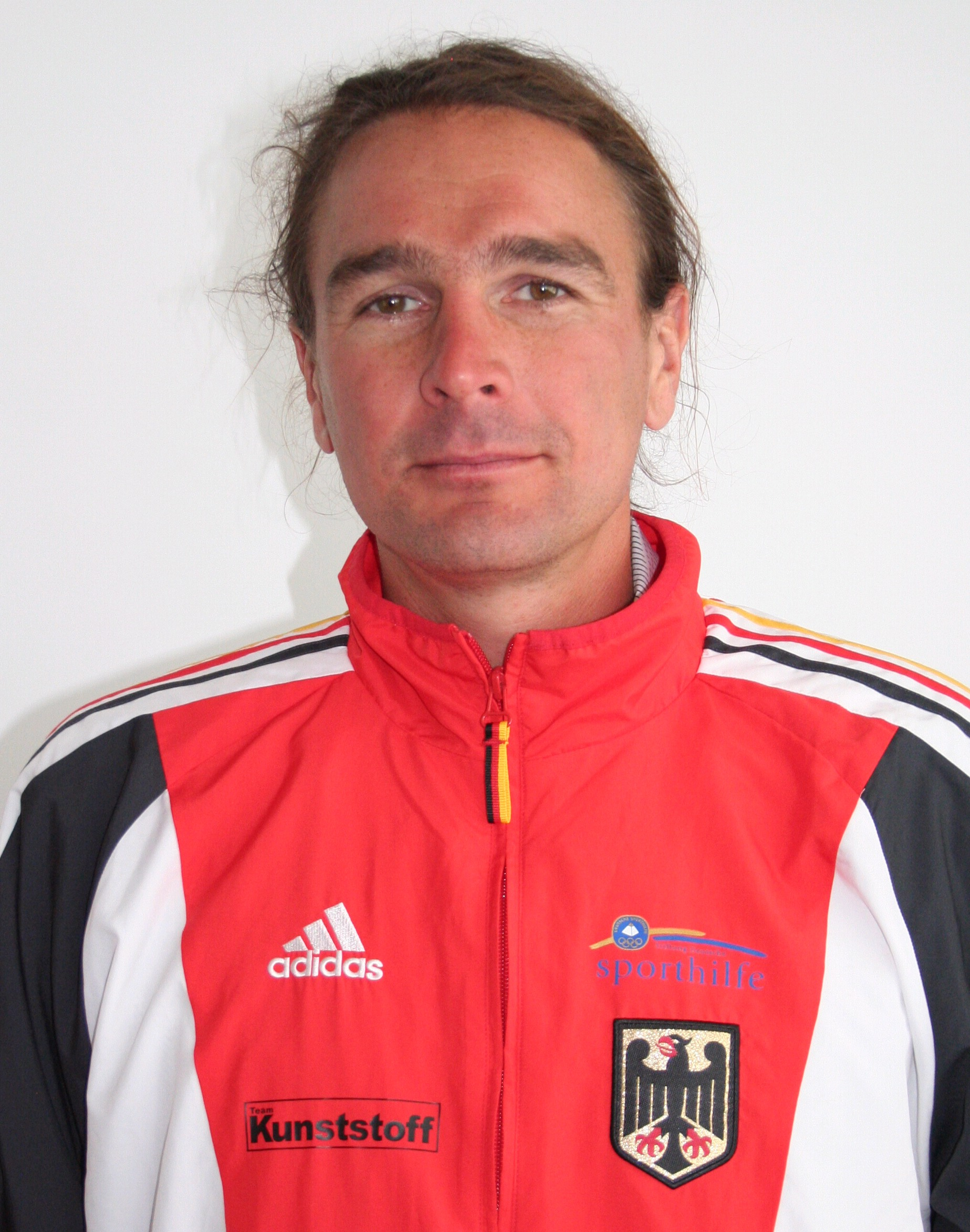
Stefan Ulm (2010)

Stefan Ulm (* 21. Dezember 1975 in Berlin) ist ein deutscher Kanute.
Der Kanurennsportler des RKV Berlin wurde bei den Olympischen Spielen in Sydney 2000 und in Athen 2004 Silbermedaillengewinner im Vierer-Kajak über 1000 m.
Dafür erhielt er – zusammen mit seinen Kameraden – das Silberne Lorbeerblatt.
Er gewann fünf Weltmeistertitel und war mehrere Jahre Athletensprecher der deutschen Kanurennsport-Nationalmannschaft.
Ulm beendete seine Karriere 2005 und wurde anschließend Bundestrainer beim Deutschen Kanu-Verband. Er war als Bundesstützpunkttrainer am Bundesleistungszentrum Duisburg tätig. Seit 2011 ist er bei der Spitzensportförderung der Bundespolizei an der Bundespolizeisportschule Kienbaum als Kanutrainer tätig.
Stefan Ulm ist seit 2007 mit der ehemaligen Kajak-Vizeweltmeisterin Ute Pleßmann verheiratet.

## Musik
Simon Goodlife feat. Olympia-Kanu-Team – RIOlympia

## Weblink
- Private Homepage